# Wang Qiang (zapaśnik)
Wang Qiang (chiń. 王强; ur. 14 kwietnia 1987) – chiński zapaśnik w stylu wolnym. Olimpijczyk z Pekinu 2008, gdzie zajął dwudzieste miejsce w kategorii 66 kg.